# Prix Jules-Gosselet
Le prix Jules-Gosselet est créé en 1910 à l'initiative de Jules Gosselet pour favoriser les progrès de la géologie appliquée, ce prix est décerné tous les quatre ans par la Société géologique de France. Initialement il s'agit surtout d'encourager les travaux liés aux gisements de houille et à l'hydrologie. De nos jours, il récompense toujours des recherches consacrées à l'eau, à l'environnement ou au génie civil. Il est décerné alternativement à un membre d'une académie et à un praticien. La médaille du prix a été réalisée par le médailleur Hippolyte Lefèbvre.
Parallèlement, la Société des sciences, de l'agriculture et des arts de Lille remet un prix et une médaille Gosselet depuis 1904.

## Lauréats
- 1911 : René Nicklès
- 1917 : Lucien Cayeux
- 1921 : Pierre Pruvost
- 1926 : Alexis Lamouche
- 1926 : Louis Barrabé
- 1926 : Pierre Viennot
- 1931 : Louis Dollé
- 1936 : Henri Besairie
- 1942 : André Duparque
- 1946 : Henri Schoeller
- 1951 : Eugène Raguin
- 1953 : Raymond Lévy
- 1955 : Gérard Waterlot
- 1959 : Pierre Routhier
- 1963 : Georges Millot
- 1967 : Robert Michel
- 1971 : Roman Karpoff
- 1975 : Pierre-Félix Burollet
- 1979 : Gilbert Castany
- 1983 : Paul Dubois
- 1987 : Claude Guillemin
- 1989 : Marcel Arnould
- 1991 : Ghislain de Marsily
- 1993 : Claude Mégnien
- 1995 : Arnaud Etchecopar
- 1997 : Lucien Bourguet
- 1999 : Guy Vasseur
- 2001 : Emmanuel Ledoux
- 2004 : François Béchennec
- 2008 : Laurence Chéry
- 2012 : Patrick Lebon